# Buellia diplotommoides
Buellia diplotommoides är en lavart som beskrevs av Müll. Arg. 1881. Buellia diplotommoides ingår i släktet Buellia och familjen Caliciaceae.   Inga underarter finns listade i Catalogue of Life.